# Rampdenken
Het rampdenken of catastrofaal denken is een type denkfout, waarbij het betreffende individu uit alle mogelijkheden meteen van het slechtste uitgaat.

## Voorbeelden
- Als ik niet voor het examen slaag, kan ik het mijn hele leven vergeten.
- Een bos haar in mijn kam betekent dat ik kanker heb.
- Als ik iets fout doe dan is dat verschrikkelijk.

## Cognitieve therapie
Er is een lijst met denkfouten ontwikkeld door Aaron Temkin Beck in de jaren zestig van de 20e eeuw, waarbij hij in eerste instantie de focus legt op depressie. Hij stelde dat denkfouten depressie veroorzaakten of in stand hielden. De cognitieve therapie (CT) tracht vervormde en onrealistische denkwijzen te identificeren en te veranderen en derhalve emotie en gedrag te beïnvloeden. Inmiddels wordt de CT effectief toegepast bij meer psychologische aandoeningen zoals: verslavingen, eetstoornissen, fobieën, angststoornissen en paniekstoornissen.